# Governatore dell'Espírito Santo
Il Governatore dell'Espírito Santo è il governatore dello Stato federato brasiliano dell'Espírito Santo.

## Elenco
| Ritratto | Nominativo               | Mandato          |
| -------- | ------------------------ | ---------------- |
|          | Max Freitas Mauro        | 1987 - 1991      |
|          | Albuíno Cunha de Azeredo | 1991 - 1995      |
|          | Vitor Buaiz              | 1995 - 1999      |
|          | José Ignácio Ferreira    | 1999 - 2003      |
|          | Paulo Hartung            | 2003 - 2011      |
|          | Renato Casagrande        | 2011 - 2015      |
|          | Paulo Hartung            | 2015 - 2019      |
|          | Renato Casagrande        | 2019 - in carica |